# Giorgio Moroder
Giovanni Giorgio Moroder (Ortisei, 26 aprile 1940) è un produttore discografico, compositore e disc jockey italiano.
Noto per l'uso del sintetizzatore e per le colonne sonore, Moroder viene considerato uno dei musicisti più innovativi e influenti nell'ambito della musica elettronica e della disco music. Nel corso della sua carriera, Giorgio Moroder ha avuto modo di collaborare con numerosi artisti fra cui Barbra Streisand, Philip Oakey, Britney Spears, Kylie Minogue, Chaka Khan, Donna Summer, Janet Jackson, Nina Hagen, gli Sparks, David Bowie, Freddie Mercury, Daft Punk e The Weeknd
Ha vinto tre premi Oscar: uno nel 1979 per la migliore colonna sonora col film Fuga di mezzanotte e altri due alla migliore canzone (nel 1984 per Flashdance... What a Feeling e nel 1987 per Take My Breath Away). Moroder è stato inoltre riconosciuto con quattro Golden Globe, quattro Grammy Award, un Saturn Award e un David di Donatello alla carriera.

## Biografia

### La gioventù e le prime esperienze musicali
Nato in Val Gardena, territorio ladino, da una famiglia di media borghesia costituita da scultori, pittori e scrittori, Moroder ebbe una formazione scolastica totalmente autodidatta.
Un luogo comune errato vuole che il suo vero nome fosse "Hansjörg"; in realtà, soltanto la madre era solita utilizzare la versione tedesca del nome di battesimo del musicista, che all'anagrafe risulta essere "Giovanni Giorgio".
Dal 1953 al 1959 frequentò l'istituto d'arte di Ortisei. Dopo aver imparato a suonare la chitarra all'età di 15-16 anni, fa parte di diversi gruppi musicali fra il 1959 e il 1966 tra cui The Happy Trio, che suonò al Savoy Hotel di Londra.

### Dal 1967 al 1979

L'etichetta di un 7" di Moroder

Nel 1967 si stabilisce a Berlino e decide di non intraprendere altri tour con gruppi musicali. Inizia quindi a scrivere canzoni e demo per se stesso e altri artisti. Produce vari successi schlager quali Ich Sprenge Alle Ketten di Ricky Shayne, Mendocino di Ricky Shayne e Arizona Man di Mary Roos.
Nel 1968 inizia l'attività come cantante di musica leggera incidendo vari 45 giri con i nomi d'arte Giorgio e George, dapprima per la Miura e poi per la First; inoltre partecipa al Cantagiro 1970 con Looky Looky.
Nel 1971 si sposta a Monaco dove fonda Musicland Studios, il suo primo studio di registrazione presso l'Arabella House. Dopo aver goduto un nuovo successo con il brano Son of My Father, composto per i Chicory Tip, nel 1972 si sposta negli Stati Uniti d'America per promuovere il brano Giorgio, accreditato come Giorgio & Friends. Nello stesso anno inizia la collaborazione con Pete Bellotte che frutta l'album Son of My Father, pubblicato in America da ABC/Dunhill Records e attribuito al solo Moroder.
Le registrazioni dei due musicisti, che pubblicano nella speranza di essere notati da qualche artista, includono una serie di collaborazioni con Donna Summer destinate a rivelarsi molto influenti. Dopo aver registrato un demo inviato ai Three Dog Night, allora collaboratori della ABC/Dunhill, i due pubblicano Hostage, la prima collaborazione di successo con la cantante. Nel 1974 pubblicano l'album Lady Of The Night e l'anno seguente il singolo di successo Love to Love You Baby che inaugura la nascita del disco mix e più in generale della disco music.
Nel 1977 Moroder ottiene ottimi riscontri con il suo progetto Munich Machine (tra le hit, si ricorda Get on the Funk Train). Inoltre il musicista produce diversi successi di disco elettronica per musicisti quali Roberta Kelly (Zodiac), The Three Degrees (The Runner), e gli Sparks (gli album Nº 1 in Heaven e Terminal Jive, il singolo Beat the Clock). Nello stesso anno pubblica il singolo From Here to Eternity, fra i più noti del suo repertorio.
Chase, del 1978, è tratto dalla colonna sonora del film Fuga di mezzanotte che gli è valsa il suo primo Oscar ricevuto l'anno seguente. Collabora altresì alla colonna sonora di Grazie a Dio è venerdì, che si aggiudica l'Oscar alla migliore canzone (Last Dance), scritta da Paul Jabara e cantata nel film da Donna Summer. Nel 1979 registra l'album E=MC², il primo disco registrato direttamente "dal vivo al digitale" al di fuori di alcune registrazioni di musica classica.
Brian Eno e David Bowie erano a Berlino nel 1977, nello studio di registrazione Hansa Tonstudio, durante la lavorazione di "Heroes". Eno entrò in studio e disse: 
 E gli fece ascoltare I Feel Love di Donna Summer, firmata Summer-Moroder-Bellotte, arrangiamento di Giorgio Moroder, produzione Moroder-Bellotte. 

### Anni ottanta e novanta
Negli anni ottanta lavora alle musiche di film quali Flashdance e Top Gun, grazie a cui ottenne due Oscar, e poi di American Gigolò e Scarface. La colonna sonora di quest'ultimo tornerà alla ribalta per essere stata usata in videogiochi quali Grand Theft Auto III e Scarface: The World Is Yours. Le sue composizioni datate fra il 1977 e il 1978 sono state riprese in Grand Theft Auto: Liberty City Stories.
Nel 1984 lavora alla riedizione del film Metropolis. Riformattata a 24 immagini al secondo e della durata di soli 87 minuti, la versione restaurata dell'omonima pellicola di Lang introduce una nuova e moderna colonna sonora rock. La "versione Moroder" di Metropolis innesca un acceso dibattito tra cinefili e fan, con critiche aperte e apprezzamenti che si divisero equamente in due. Fra i brani presenti vi è Love Kills, una collaborazione con Freddie Mercury dei Queen.
Insieme a Klaus Doldinger ha scritto la colonna sonora di La storia infinita del 1984.
Moroder ha composto la musica per le Olimpiadi di Los Angeles del 1984 e per i Giochi di Seul del 1988, oltre alla canzone To Be Number One per il campionato mondiale di calcio di Italia '90, in italiano Un'estate italiana, interpretata da Edoardo Bennato e Gianna Nannini che ne scrissero il testo italiano. Anni più tardi scriverà anche la canzone Forever Friends per le Olimpiadi di Pechino nel 2008.
Tra il 1988 e il 1990 produce per Sabrina Salerno i brani Like a Yo-Yo, Pirate of Love, Love Is Like A Magic e Shadows of the Night. Inoltre scrive i brani Strike Like Lightning e Shadows, interpretate dai Mr. Big per il film Navy Seals - Pagati per morire.

### Anni duemila

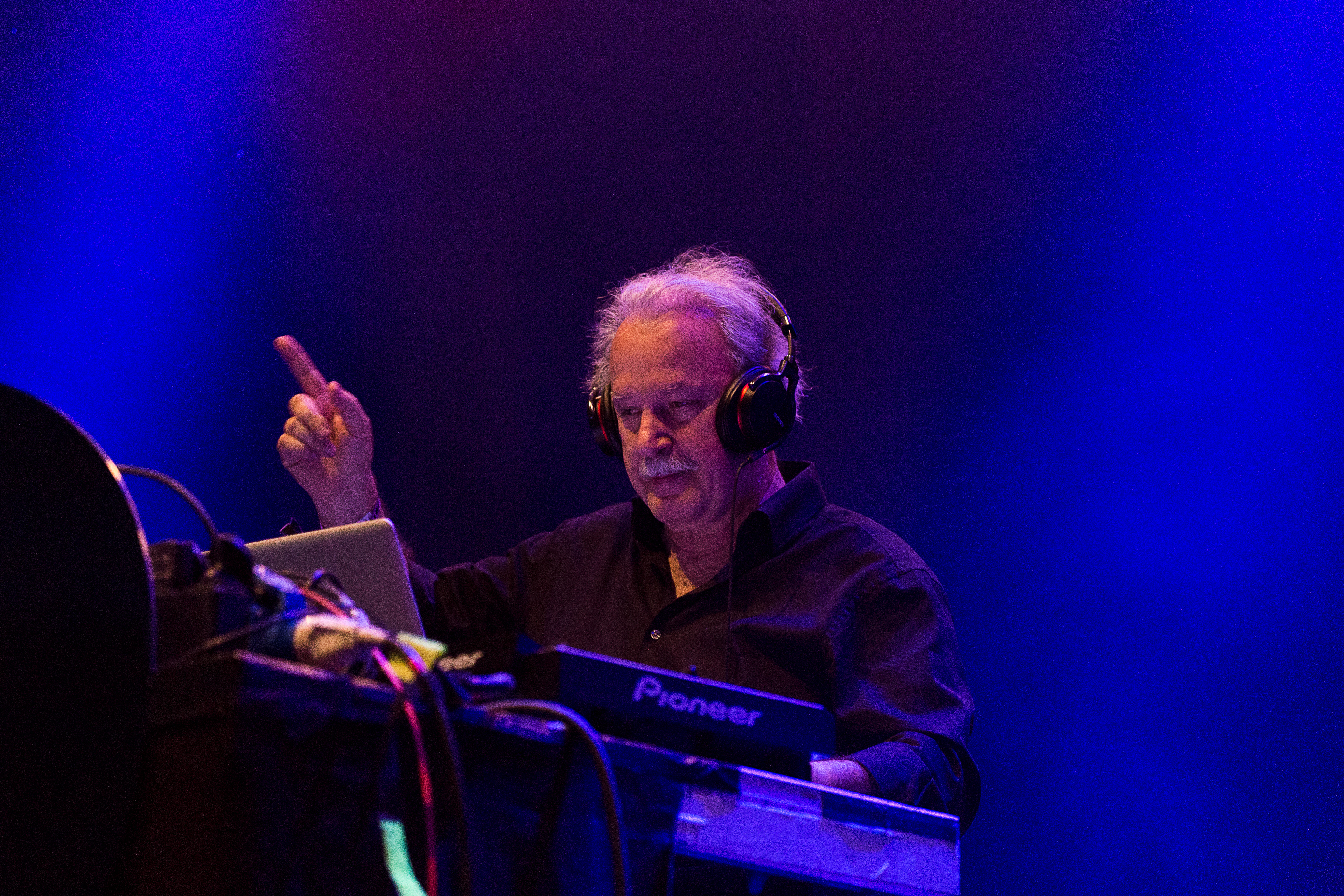
Giorgio Moroder al Melt! Festival 2015

Nel 2005 Moroder viene nominato commendatore dal presidente italiano Carlo Azeglio Ciampi. Il 5 settembre 2010 riceve il Grande Ordine al Merito della provincia autonoma di Bolzano.
Nel marzo 2012 a un convegno di musica a Ibiza annuncia ufficialmente la sua collaborazione con il gruppo musicale francese Daft Punk per il loro quarto album Random Access Memories. Nel disco, uscito il 21 maggio 2013, partecipa alla terza traccia intitolata Giorgio by Moroder, dove racconta parte della propria vita. Durante lo stesso mese compose la colonna sonora di Racer, un gioco in fase sperimentale di Google Chrome, con un pezzo omonimo.
Nell'aprile del 2014 remixa il brano Midnight dei Coldplay, pubblicato come singolo digitale il 21 aprile dello stesso anno. Il 6 giugno dello stesso anno, in occasione dei Mondiali del 2014 in Brasile, remixa il brano Un'estate italiana e il 7 ottobre dello stesso anno viene pubblicato su YouTube il suo remix di I Can't Give You Anything but Love, interpretata da Tony Bennett e Lady Gaga.
Il 17 novembre 2014 viene pubblicato il singolo 74 Is the New 24, a cui segue il 19 gennaio 2015 Right Here, Right Now, con la partecipazione vocale di Kylie Minogue. Il rispettivo video è stato pubblicato il 20 gennaio 2015. Déjà vu, il terzo singolo, con la partecipazione vocale della cantante australiana Sia viene pubblicato il 17 aprile 2015. Il relativo videoclip è stato pubblicato il 5 maggio 2015.
I tre singoli anticipano la pubblicazione dell'album Déjà vu, uscito il 16 giugno 2015 e contenente collaborazioni con vari artisti, come Britney Spears, Charli XCX, Foxes e Mikky Ekko.
Il 12 agosto 2016 tiene un DJ set a Ortisei, suo paese natale, davanti a 12.000 persone, donando anche i 13 dischi di platino per Flashdance al Museo della Val Gardena a Ortisei.
Tra aprile e maggio 2019 Moroder intraprende la tournée europea Celebration of the 80's, la prima in assoluto nella sua carriera. A settembre dello stesso anno viene annunciata una collaborazione con i Duran Duran, che porta alla produzione di due brani per il loro album Future Past, Tonight United e Beautiful Lies.
Nell'edizione dei David di Donatello 2024, Moroder ha ricevuto il David di Donatello speciale alla carriera, insieme a Milena Vukotic.

## Stile musicale
Giorgio Moroder è considerato un pioniere della musica elettronica e della disco music: stile in cui «predispone la melodia in progressione su un ritmo possente con effetti elettronici di riempimento» ispirandosi ai Kraftwerk. Ha anche composto colonne sonore dal gusto bubblegum e glam che sono state definite «sinfonie cibernetiche» nonché bubblegum pop: stile che ha caratterizzato i primi anni della sua carriera. Correlato al cosiddetto "Munich Sound", Moroder viene anche considerato un artista pop, dance pop e R&B.

## Colonne sonore
- Fuga di mezzanotte di Alan Parker (1978)
- Grazie a Dio è venerdì di Robert Klane (1978)
- A donne con gli amici di Adrian Lyne (1980)
- American Gigolò di Paul Schrader (1980)
- Il bacio della pantera di Paul Schrader (1982)
- Flashdance di Adrian Lyne (1983)
- Scarface di Brian De Palma (1983)
- La storia infinita di Wolfgang Petersen (1984)
- Ladro di donne di Douglas Day Stewart (1984, con Harold Faltermeyer)
- Metropolis di Fritz Lang (versione colorata, rimontata e messa in musica da Moroder nel 1984)
- Electric Dreams di Steve Barron (1984)
- Top Gun di Tony Scott (1986)
- Over the Top di Menahem Golan (1987)
- Mamba di Mario Orfini (1988)
- Felice e vincente di John Pytka (1989)
- La storia infinita 2 di George Trumbull Miller (1990)
- Jackpot di Mario Orfini (1992)
- Palle in canna di Gene Quintano (1993)
- Tomboy: A Revenger's Tale di Walter Hill (2016)
- Regina del Sud (serie televisiva) di M.A. Fortin and Joshua John Miller (2016-2021)

## Riconoscimenti
- Premio Oscar

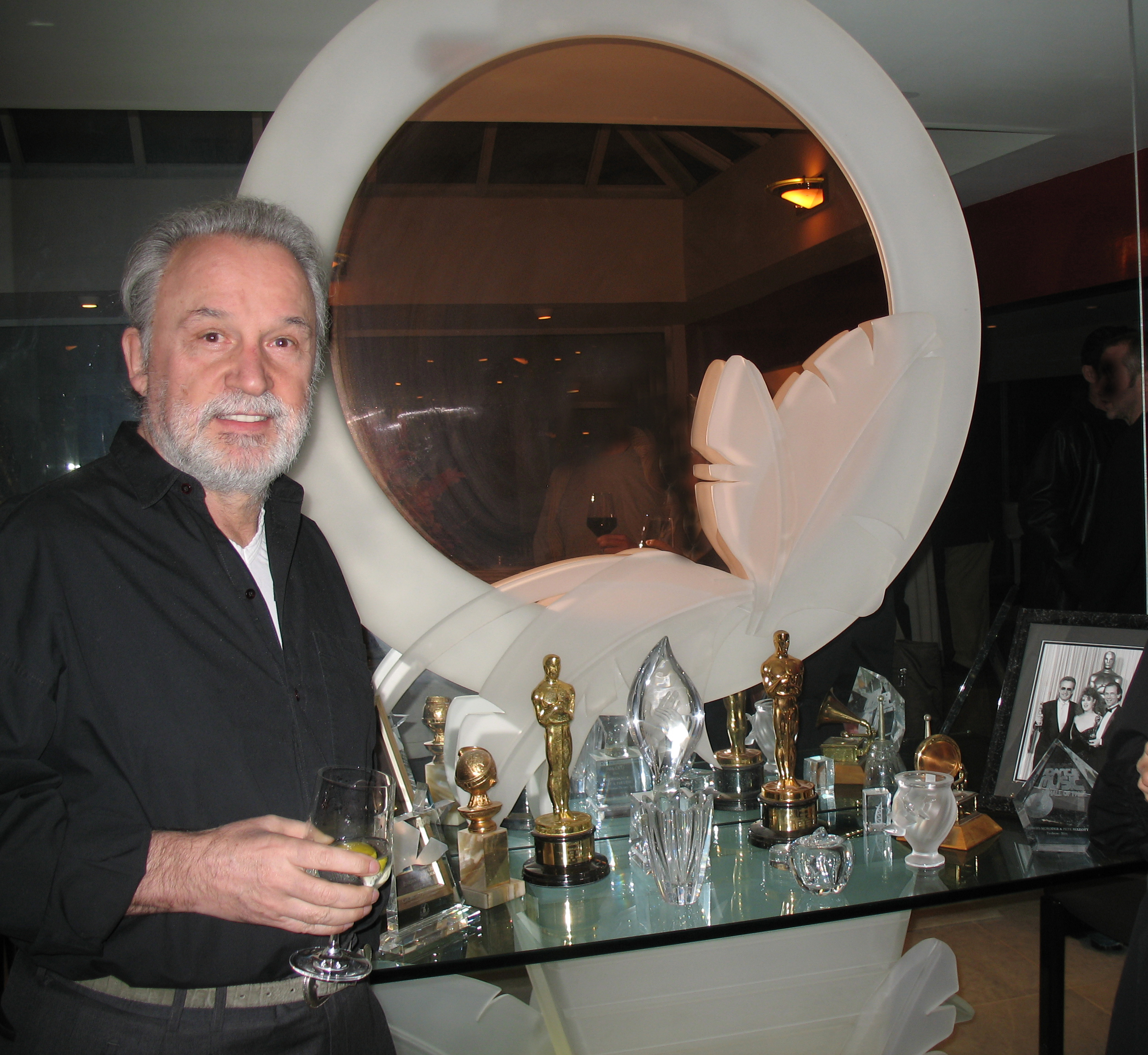
Giorgio Moroder con alcuni dei suoi premi nel 2007

  - 1979 – Migliore colonna sonora per Fuga di mezzanotte
  - 1984 – Migliore canzone (Flashdance... What a Feeling) per Flashdance
  - 1987 – Migliore canzone (Take My Breath Away) per Top Gun

- Golden Globe
  - 1979 – Migliore colonna sonora originale per Fuga di mezzanotte
  - 1984 – Migliore colonna sonora originale per Flashdance
  - 1984 – Migliore canzone originale (Flashdance... What a Feeling) per Flashdance
  - 1987 – Migliore canzone originale (Take My Breath Away) per Top Gun

- David di Donatello
  - 2024 – David di Donatello speciale[33]

- Grammy Award
  - 1984 – Miglior colonna sonora di un film, programma televisivo o altro media visuale per Flashdance
  - 1984 – Miglior composizione strumentale per (Love Theme) from Flashdance'

### Altri premi
- 1984 – Premio Bambi
- 1988 – Premio Bambi
- 2011 – World Soundtrack Lifetime Achievement Award